# Oració (Clarasó i Daudí)
Oració, també coneguda amb el nom en castellà Resignación és una figura feta per Enric Clarasó i Daudí el 1891 i que es troba conservada actualment a la Biblioteca Museu Víctor Balaguer, amb el número de registre 4174 d'ençà que va ingressar el 26 d'octubre de 1891, provinent la col·lecció privada de l'autor de l'obra.	

## Descripció
La figura mostra una dona asseguda sobre les seves cames, flexionades enrere, vestida amb llarga faldilla, amb màniga curta i amb mocador al cap. Gira el cap a la seva dreta, mostrant una actitud meditativa. Sembla estar pregant, perquè té les mans unides i d'elles en penja un rosari, la creu del qual queda a terra, a la part frontal de l'escultura. L'obra va ser exposada a la Primera Exposició de Belles Arts de Barcelona l'any 1891 i posteriorment donada pel mateix escultor al Museu. 	

## Inscripció
A la figura es pot llegir la inscripció E. Clarasó Daudí.	